# Wheatland County
Wheatland County är ett administrativt område i delstaten Montana, USA. År 2010 hade county 2 168 invånare. Den administrativa huvudorten (county seat) är Harlowton. 

## Geografi
Enligt United States Census Bureau har countyt en total area på 3 699 km². 3 686 km² av den arean är land och 13 km² är vatten. 

### Angränsande countyn
- Judith Basin County, Montana - nord
- Fergus County, Montana - nord
- Golden Valley County, Montana - öst
- Sweet Grass County, Montana - syd
- Meagher County, Montana - väst